# Pański Kamień
Pański Kamień lub Pański Kopiec (słow. Krkoškula – 1023 m) – zachodni koniec Równego Beskidu w Grupie Oszusa w Beskidzie Żywiecko-Kisuckim. Przebiega przez niego granica polsko-słowacka. Nie jest to szczyt, lecz miejsce, w którym kończy się mający długość około 1,3 km grzbiet Równego Beskidu. Na północno-zachodnią stronę z Pańskiego Kamienia Równy Beskid opada stromo do przełęczy Pański Kamień (ok. 980 m), oddzielającej go od Beskidu Bednarów (1093 m). Północne stoki Pańskiego Kamienia są polskie i opadają do dopływu potoku Urwisko w Soblówce, w południowym kierunku, już na Słowacji odchodzi od niego krótki grzbiet opływany przez dwa źródłowe cieki potoku o nazwie Jurikov potok. Rejon Pańskiego Kamienia jest porośnięty lasem.
Nazwa miejsca pochodzi od znajdującego się na nim prostopadłościennego głazu z napisami. Zamontowany on tutaj został jako graniczny kopiec dóbr Zamku Orawskiego, ale także dla uczczenia pracowników tego zamku. Inicjatorem był Robert Rovland, będący od 1884 nadleśniczym na Zamku Orawskim. Na kamieniu kazał on wyryć funkcje i nazwiska leśników oraz datę 16 czerwca 1888.
| Kvak M. és Gy. Erdödka | PANSKI: KOPEC. Scholcz. O. erdömes. Valdb. v. Tiefenthal. Rovland. R. föerde: Obför. H. Mucha Rusznyak. Th. erdeseg. Förs. R. Scholcz Vojtkulyok. J. csosz. Adjk. O. Hirt. Kelt 1888 Juniusho 16ao Eilge. K. erdeszseged Balun J. |
| ---------------------- | --- |

Obok nazwisk niemieckich są wyryte także nazwiska o polskim pochodzeniu (Mucha, Rusznyak, Vojtkulyok).
Napis wykuty na bocznej (południowej) ścianie kamienia podaje prawdopodobnie nazwisko (Kvak) i pierwsze litery imion (M. i Gy.) właścicieli lasu rozciągającego się po tej stronie, natomiast Erdödka to ówczesna węgierska nazwa miejscowości Orawska Leśna.
Napis Balun J., umieszczony na ścianie frontowej pionowo, u dołu, z boku po prawej stronie, może być podpisem kamieniarza – wykonawcy obiektu.
Polskie stoki Pańskiego Kamienia znajdują się w granicach wsi Sopotnia Wielka w województwie małopolskim, w powiecie żywieckim, w gminie Jeleśnia.

## Szlak turystyczny
słowacki szlak graniczny